# BMW 600

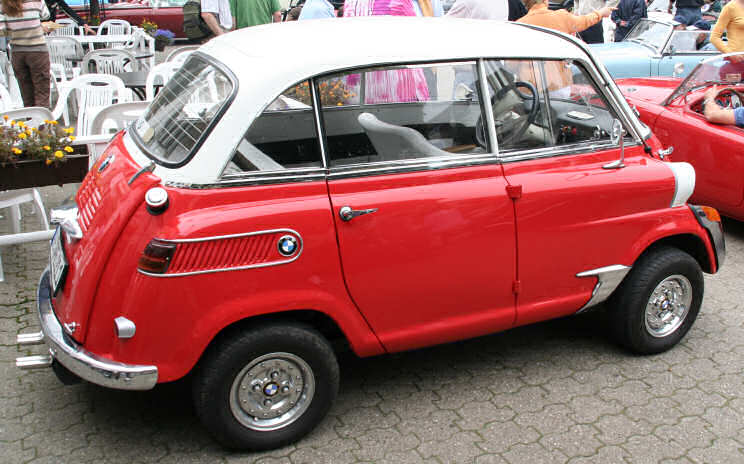

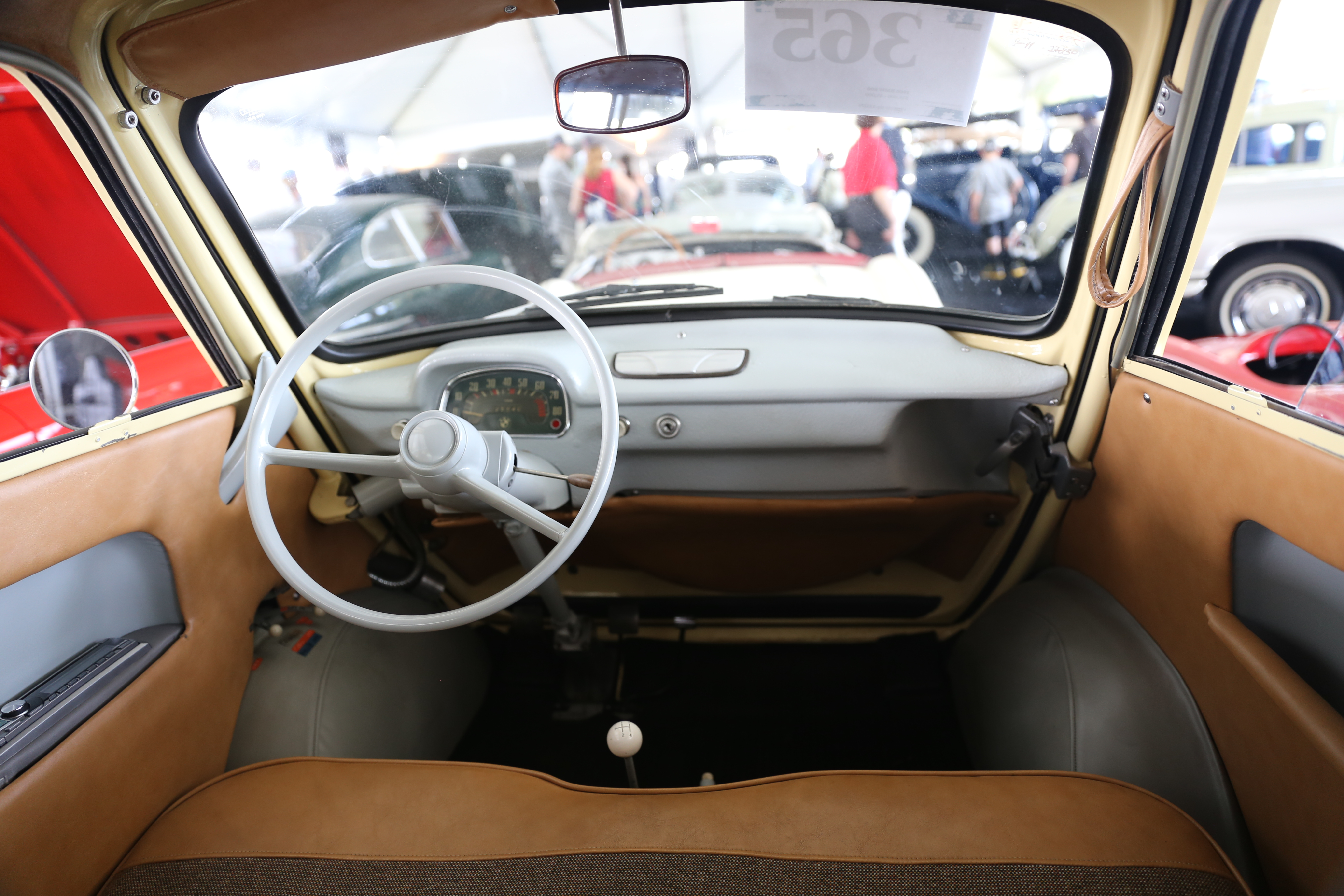

BMW 600 — чотиримісний мікрокар німецької автомобільної компанії BMW, що виготовлявся з середини 1957 до листопада 1959 року. Частково розроблений на основі двомісної BMW Isetta, це був перший післявоєнний компактний чотиримісний BMW. Автомобіль не мав комерційного успіху, але став початком процесу проектування більш успішного наступника, BMW 700.